# كثيب: دوق كلادان
كثيب: دوق كلادان (بالإنجليزية: Dune: The Duke of Caladan)‏ هي رواية خيال علمي صدرت عام 2020 بقلم برايان هربرت وكيفن أندرسون، تدور أحداثها في عالم كثيب الذي ألَّفه فرانك هربرت. هي أول كتاب في ثلاثية كلادان من الروايات التمهيدية. صدرت الرواية في 13 أكتوبر 2020 بواسطة كتب تور، وتبعتها كثيب: ليدي كلادان في سبتمبر 2021. الرواية الأخيرة في الثلاثية هي كثيب: وريث كلادان، صدرت في نوفمبر 2022.

## وصلات خارجية
- مراجعة كتاب كثيب: دوق كلادان على يوتيوب (بالإنجليزية)